# 雙子衛視
雙子衛視，為亞藝電視股份有限公司旗下頻道，播映的節目以台語發音為主。目前定頻於有線電視120頻道。

## 歷史
1995年，「海上仙山衛星電視台」開播，由董事長莊添光創立之「蓬萊仙山電影電視股份有限公司」旗下電視頻道。而後海上仙山更名為「蓬萊仙山衛星電視台」。播映的節目以台語發音為主，多為命理、佛學宗教與台灣民俗節目。
2005年8月3日，行政院新聞局發現蓬萊仙山衛星電視台因一到深夜，就播出以色情廣告爲主的「清涼秀」，並以此為由勒令蓬萊仙山停播。而後以「台灣衛視」接替。2006年，在若干支持者的壓力下，蓬萊仙山電影電視股份有限公司以「蓬萊綜合台」名義，重新向國家通訊傳播委員會申請頻道執照，且獲准許，並重新於有線電視上架。2011年11月，蓬萊仙山電影電視股份有限公司轉手給凱亞電視事業股份有限公司，而蓬萊綜合台同時亦被改名為「凱亞綜合台」，「蓬萊仙山」此名稱正式走入歷史。
2015年1月，凱亞綜合台更名為「凱亞精緻農業綜合台」，是以精緻農業為主軸的電視台。2020年7月，凱亞電視事業股份有限公司更名為亞藝電視股份有限公司，同時，凱亞精緻農業綜合台亦被更名為「雙子衛視」，並定頻於有線電視120頻道。

## 外部連結
- 雙子衛視官方網站